# Cmentarz żydowski w Mszanie Dolnej
Cmentarz żydowski w Mszanie Dolnej – kirkut mieści się na osiedlu Marki, przy ul. Zakopiańskiej. Powstał w XVIII wieku. Ogrodzony, ma powierzchnię 0,24 ha. Zachowało się na nim około 20 nagrobków. Najstarsze pochodzą z XIX wieku. W czasie II wojny światowej kirkut został zniszczony przez Niemców.